# Vâlcănești (gmina)
Vâlcănești – gmina w Rumunii, w okręgu Prahova. Obejmuje miejscowości Cârjari, Trestioara i Vâlcănești. W 2011 roku liczyła 3502 mieszkańców.